# Mayabazar
Mayabazar (Thị trường ảo tưởng) là một bộ phim kỳ ảo sử thi của Ấn Độ sản xuất năm 1957.

## Diễn viên
Diễn viên cho cả hai phiên bản tiếng Tamil và tiếng Telugu:
- N. T. Rama Rao vai Krishna
- S. V. Ranga Rao vai Ghatotkacha
- Savitri vai Sasirekha (Telugu) và Vatsala (Tamil)
- Akkineni Nageswara Rao (Telugu) và Gemini Ganesan (Tamil) vai Abhimanyu
- Gummadi Venkateswara Rao (Telugu) và D. Balasubramaniam (Tamil) vai Balarama
- Mukkamala (Telugu) và R. Balasubramaniam (Tamil) vai Duryodhana
- C. S. R. Anjaneyulu (Telugu) và M. N. Nambiar (Tamil) vai Shakuni
- Rushyendramani vai Subhadra
- Sandhya vai Rukmini
- Nagabhushanam vai Satyaki
- Mikkilineni Radhakrishna Murthy (Telugu) và V. K. Srinivasan (Tamil) vai Karna
- Chhaya Devi (Telugu) và Lakshmi Prabha (Tamil) vai Revati
- R. Nageswara Rao (Telugu) và E. R. Sahadevan (Tamil) vai Dushasana
- Suryakantam (Telugu) và C. T. Rajakantham (Tamil) vai Hidimbi
- Ramana Reddy (Telugu) và V. M. Ezhumalai (Tamil) vai Chinnamaya
- Relangi Venkata Ramaiah (Telugu) và K. A. Thangavelu (Tamil) vai Lakshmana Kumara
- Allu Rama Lingaiah vai Sarma
- Vangara Venkata Subbaiah vai Sastry
- Madhavapeddi Satyam vai Daaruka
- Valluri Balakrishna vai Sarathi (Telugu)
- Sachu vai trẻ Vatsala (Tamil)